# L'Auto-Journal
L'Auto-Journal est un magazine bimensuel consacré à l'automobile créé en 1950 par André Parinaud puis repris par Robert Hersant en compagnie de Jean-Marie Balestre et initialement dirigé par Gilles Guérithault. Il fut revendu en 1994 à l'éditeur anglais EMAP, qui le céda en 2006 au groupe de presse italien Mondadori, dirigé par Marina Berlusconi. Le magazine est édité par les Éditions Mondadori Axel Springer (Emas), une SNC au capital de 152 500 euros, dont le siège social est situé à Montrouge, au 8 rue François-Ory.

## Histoire

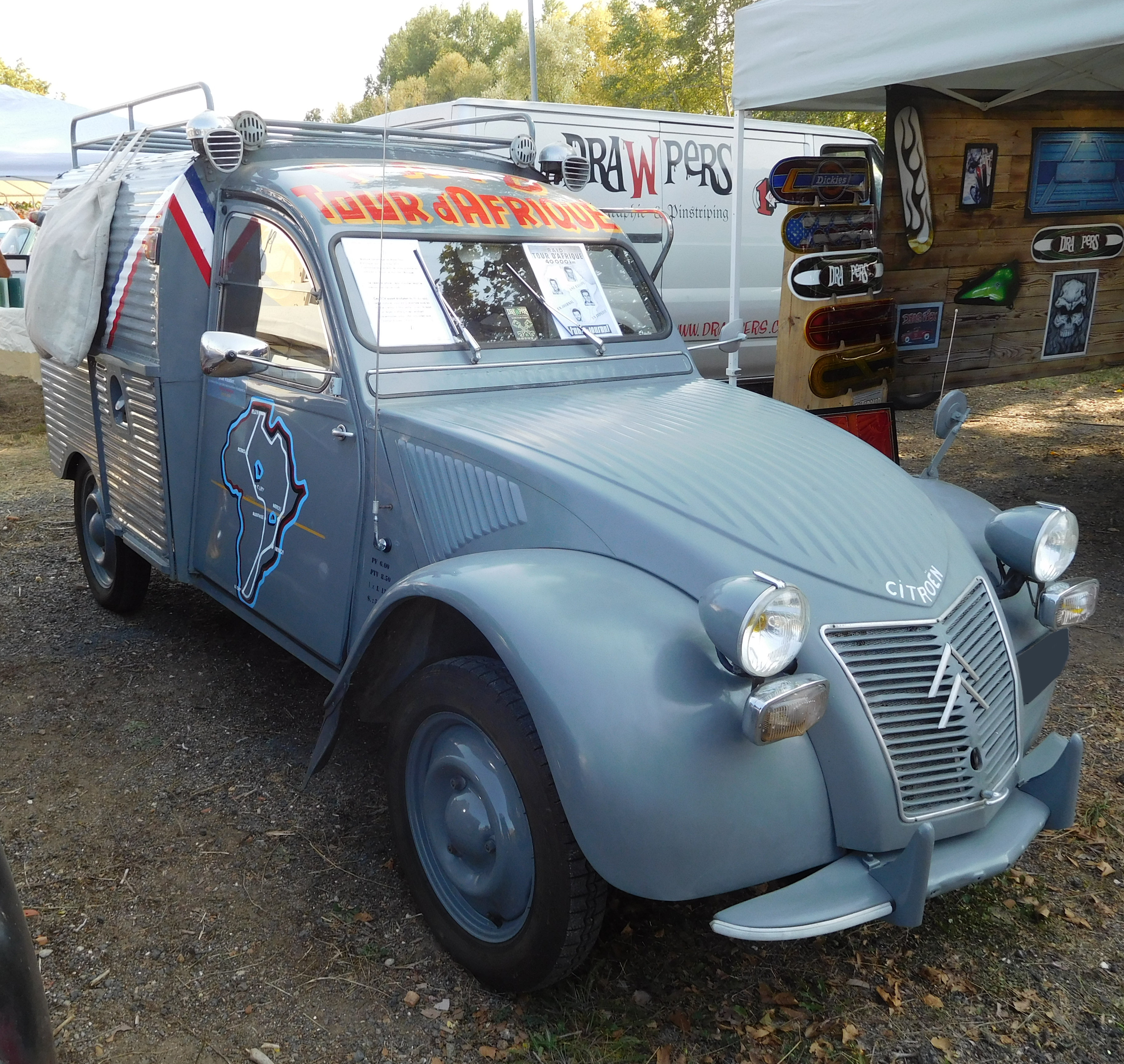
Citroën 2CV fourgonnette, voiture hommage au Raid Tour d'Afrique (1953-54) de près de 40000 km, suivi par le magazine.

Dès ses débuts en 1950, L'Auto-Journal propose deux fois par mois un éventail complet de sujets liés à l'automobile : essais, actualité de l'industrie et de la route, tourisme, sport auto. Il apporte cependant une innovation radicale dans la presse automobile française en se voulant, selon sa propre devise, « indépendant et objectif ». Doté de son propre service technique, il est le premier à vérifier au banc d'essai toutes les performances et caractéristiques (vitesse, accélérations, freinage, consommation, poids, volume du coffre, etc.) annoncées par les constructeurs. Dans la recherche de nouveautés, il est aussi le premier à appliquer à l'automobile les techniques du journalisme d'investigation.
C'est ainsi que L'Auto-Journal réalise le plus gros coup de son histoire dès 1952 en démasquant, trois ans avant sa sortie, l'un des prototypes de la Citroën DS. L'affaire voit même le journal poursuivi en justice pour espionnage industriel par le constructeur, alors indépendant et farouchement jaloux de ses secrets. La police perquisitionne et met sous surveillance les locaux du journal, certains membres de la rédaction font l'objet de filatures, et il faut l'intervention de François Mitterrand, ami personnel de Gilles Guérithault et à l'époque ministre de l'Intérieur, pour faire cesser des pratiques pas toujours officielles qui n'empêchent d'ailleurs nullement le journal d'accumuler les scoops. Trois semaines avant la sortie de la DS au Salon 1955, il présente ainsi un inventaire complet et techniquement très précis des nombreuses innovations de cette voiture phénoménale. Les relations avec Citroën en resteront difficiles pendant de nombreuses années.
Après cette affaire qui l'a catapulté au premier rang de la presse automobile, L'Auto-Journal continue sa montée en puissance. Les essais, signés des plumes talentueuses d'André Costa et Bernard Carat, se voient agrémentés d'un inédit « point de vue de madame » par Marianne Antoine et Florence Rémy. Les splendides écorchés du dessinateur et historien de l'automobile René Bellu expliquent les innovations techniques aux passionnés. Tous les ans, un calcul détaillé du « prix de revient du kilomètre » vient guider l'acheteur potentiel dans son budget. Le journal se lance aussi dans les essais de longue durée, d'abord sur 40 000 km qui deviendront petit à petit 100 000 au fil des ans. Les voitures d'essai sont achetées et entretenues par des prête-noms afin de reproduire l'expérience du client moyen, puis les éléments mécaniques sont entièrement démontés et leur usure mesurée à la conclusion de l'essai.
Fin 1969, L'Auto-Journal abandonne le format journal (d'où son nom) pour celui d'un magazine. Une nouvelle série de rubriques et de grandes plumes fait son apparition : camping-caravaning (Pierre Charvel), tourisme (Jean-François Tourtet), photo-ciné-son (Pierre Marais), parfois même moto. C'est le début d'un âge d'or d'une quinzaine d'années environ autour d'un André Costa au sommet de son art. Sous l'impulsion de celui-ci, le journal réalise de grands raids (de Paris au lac Tchad en Citroën SM en 1971, à travers l'Afghanistan en Citroën GS en 1976), des reportages insolites (traverser avec succès la France sans argent ni papiers d'identité, au volant d'une Citroën Méhari non immatriculée, en 1972, Lille-Marseille en 5 h 20 en SM en 1974), ou encore des simulations de situations extrêmes (plongeon volontaire dans un lac en Renault 16 vers 1979). Côté scoops, le magazine réédite à moindre échelle le « coup » de la DS en surprenant un prototype de la Citroën BX en 1981, dix-huit mois avant la commercialisation. En 1984, enfin, il publie trois remarquables numéros « à thème » (« spécial Citroën » en février, « 100 ans d'automobile » en juin, « spécial Renault » en décembre) prisés aujourd'hui en collection.
À partir du milieu des années 1980, le magazine rentre progressivement dans le rang avec les retraites successives des ténors de sa rédaction. Les sujets périphériques et les essais d'endurance disparaissent petit à petit pour aboutir à la formule d'aujourd'hui, peu modifiée depuis les années 1990, qui assure cependant au magazine une place stable dans le peloton de tête de la presse automobile française. Les images de synthèse ont remplacé les dessins de Bellu mais l'« A-J » reste toujours un spécialiste des scoops, surtout en ce qui concerne les nouvelles voitures françaises.

## Statistiques
L'Auto Journal était diffusé à 118 407 exemplaires en 2006, et à 109 115 en 2010 (diffusion France payée, chiffres OJD). En 2014, il tirait à 105 052 exemplaires, à la 106e place des magazines français quant à la diffusion.
Outre les parutions bimensuelles, L'Auto-Journal possède une édition consacrée aux 4×4 et SUV (L'Auto-Journal évasion & SUV). Le magazine fait également paraître régulièrement des hors-série.